# Oxypiloidea tridens
Oxypiloidea tridens es una especie de mantis de la familia Hymenopodidae.

## Distribución geográfica
Se encuentra en Angola, Congo, Mozambique, Namibia, Tanzania,  Transvaal y el Chad.